# Schupfe (Lauingen an der Donau)

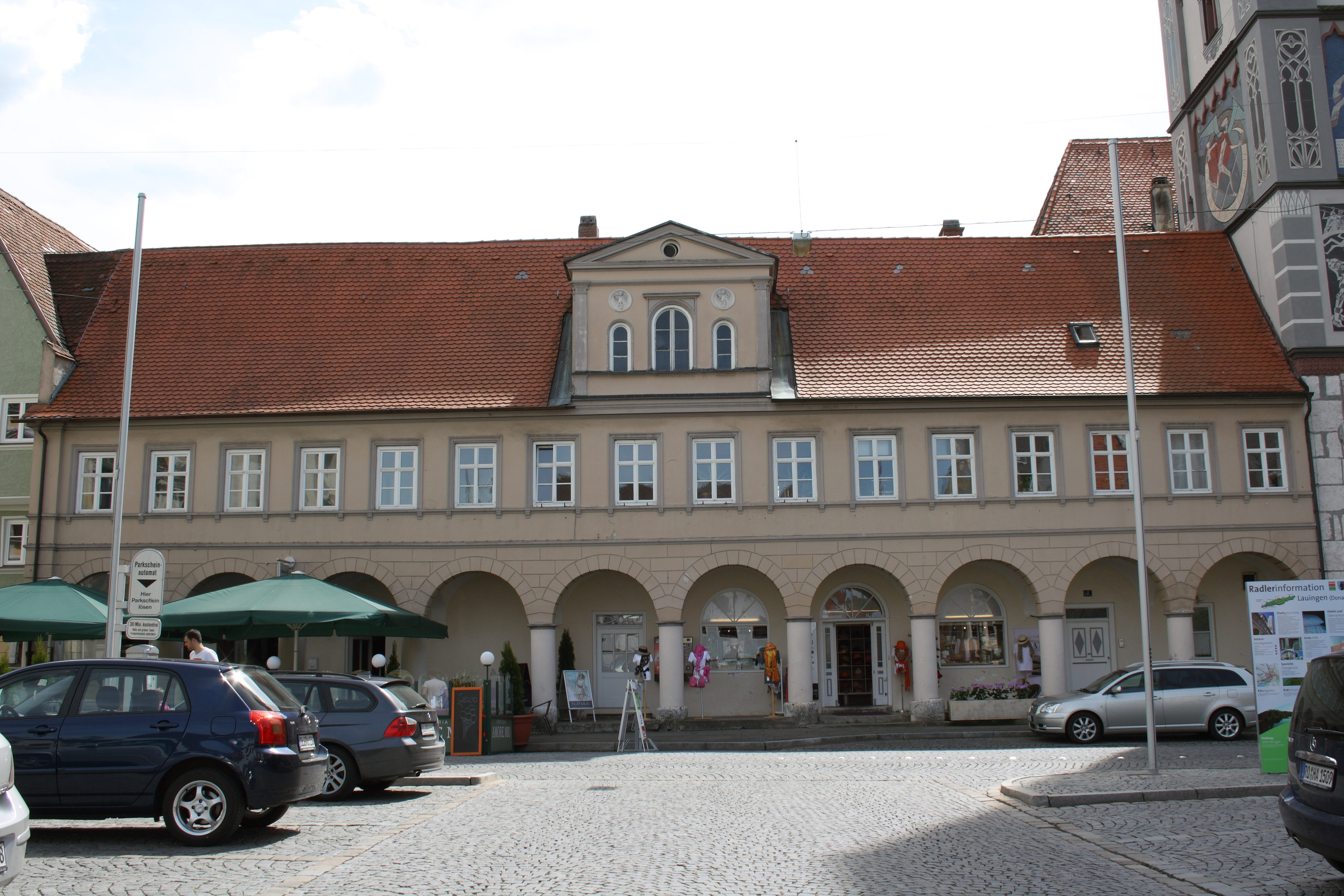
Schupfe in Lauingen

Die sogenannte Schupfe in Lauingen, einer Stadt im schwäbischen Landkreis Dillingen an der Donau, war eine Verkaufshalle der Bäcker und Gemüsehändler. Das Gebäude Imhofstraße 1 und 2, westlich des Rathauses, ist ein geschütztes Baudenkmal.

## Beschreibung
Die Schupfe, in anderen Landesteilen auch als Schranne bezeichnet, wurde im 17. Jahrhundert errichtet und später mit einer klassizistischen Fassade versehen. Das langgestreckte, zweigeschossige Traufseithaus mit Satteldach und zehn Arkadenbögen im Erdgeschoss besitzt eine Putzgliederung. Auf dem Gebäude mit 16 Fensterachsen im Obergeschoss sitzt mittig ein Zwerchhaus. Die Arkadenbögen ruhen auf glatten Säulen mit Trommelbasen und besitzen Kämpfer aus Ring, Kehle und Platte. Unter den Obergeschossfenstern verläuft ein Gesims mit kleinen Konsolen. Die Obergeschossfenster besitzen geputzte Profilrahmen.
Das Zwerchhaus mit drei rundbogigen Fenstern wird von zwei Kreismedaillons geschmückt, in denen je ein Putto dargestellt wird. Das Zwerchhaus wird von Pilastern mit Kapitellen gerahmt und in seinem flachen Dreiecksgiebel befindet sich ein kleines Rundfenster.
Im Arkadengang, um eine Stufe über dem Straßenniveau erhöht, sind in den zehn Jochen Kuppelgewölbe zwischen Gurtbögen angebracht. Das Innere des Gebäudes ist wesentlich verändert worden.